# Medalha da Ordem Mérito do Conselheiro Thomaz Coelho
A Medalha da Ordem do Mérito Conselheiro Thomaz Coelho é uma condecoração brasileira que foi criada pelo Decreto nº 2.881, de 18 de abril de 1898, do Presidente da República Prudente José de Morais Barros, inicialmente em reconhecimento e símbolo da gratidão aos docentes de instituições de ensino militar, consoante dispõe o art. 47º do Decreto em referência. Revogada governamentalmente pelo Decreto de 10 de Maio 1991 , do então Presidente do Brasil Fernando Collor, entretanto modificada em 1915 por anexo ao Estatuto do Instituto dos Docentes Militares (IDM) que mantém a medalha em uso até os dias atuais, agora como condecoração civil. Hoje é destinada a prestigiar civis e militares que se destacaram intelectualmente e disciplinarmente em seus cursos de formação ou em reconhecimento pela sua dedicação, competência profissional e relevantes serviços prestados à Sociedade.
Como evocação às homenagens prestadas a Tomás José Coelho de Almeida a referida Ordem do Mérito leva o nome dessa insigne figura relevante para o sistema de ensino e cultura do Exército Brasileiro. Sendo esse ilustre brasileiro creditado com a criação do Colégio Militar do Rio de Janeiro  

## Recipientes Notáveis
General de Exército (EB/STM) Odilson Sampaio Benzi 
General de Exército (EB/STM) Marco Antônio de Farias
Colégio Militar de Lisboa - Portugal 